# メリッサ・アルトロ
メリッサ・アルトロ (Melissa Altro、1982年5月16日 - ) は、ケベック州モントリオール出身のカナダ人声優。

## 出演作品
- 長くつ下のピッピ - (ピッピ)
- アーサー - (マフィー・クロスワイヤー)
- 絶叫キャンプ レイクボトム - (グレッチェン)